# Урываев, Валериан Андреевич
Валериан Андреевич Урываев (23 декабря 1908, Гатчина — 11 октября 1968) — советский учёный-гидролог, директор государственного Гидрологического института (ГГИ) в 1942—1968 годах.

## Биография
Родился 23 декабря 1908 года в Гатчине.
В 1942 году возглавил Государственный гидрологический институт, которым руководил более четверти века (1942—1968), оставив большой след в гидрологической науке. 
В годы войны ГГИ, как и вся Гидрометеорологическая служба, был военной организацией в составе Главного управления Гидрометеорологической службы Красной Армии (ГУГМС КА). Институт был эвакуирован в Свердловск, где его сотрудники вместе с эвакуированной туда же группой сотрудников Главной геофизической обсерватории под руководством В. А. Урываева вели большую работу по подготовке (по заданию Генштаба Красной Армии) справочных пособий по климату и водному режиму для театров военных действий на суше и на море. 
Умер 11 октября 1968 года. Похоронен на Серафимовском кладбище Санкт-Петербурга.

## Память

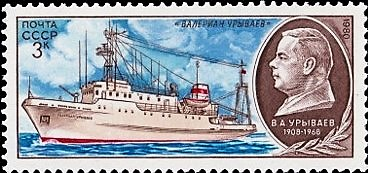
Почтовая марка СССР, 1980 год: морское судно «Валериан Урываев»

- В СССР именем учёного был назван морской корабль польской постройки,[2] приписанный к Приморскому управлению гидрометслужбы, построен в 1974 году, разобран в 2010 году.[3]
- В 1980 году была выпущена советская почтовая марка, посвященная Урываеву.